# Okres Sárbogárd
Okres Sárbogárd (maďarsky Sárbogárdi járás) je okres v Maďarsku v župě Fejér. Jeho správním centrem je město Sárbogárd.

## Sídla
V okrese se nachází celkem 12 měst a obcí, jimiž jsou:
Alap, Alsószentiván, Cece, Hantos, Igar, Mezőszilas, Nagylók, Sárbogárd, Sáregres, Sárkeresztúr, Sárszentágota, Vajta.